# 엔젤 페이스 (칵테일)

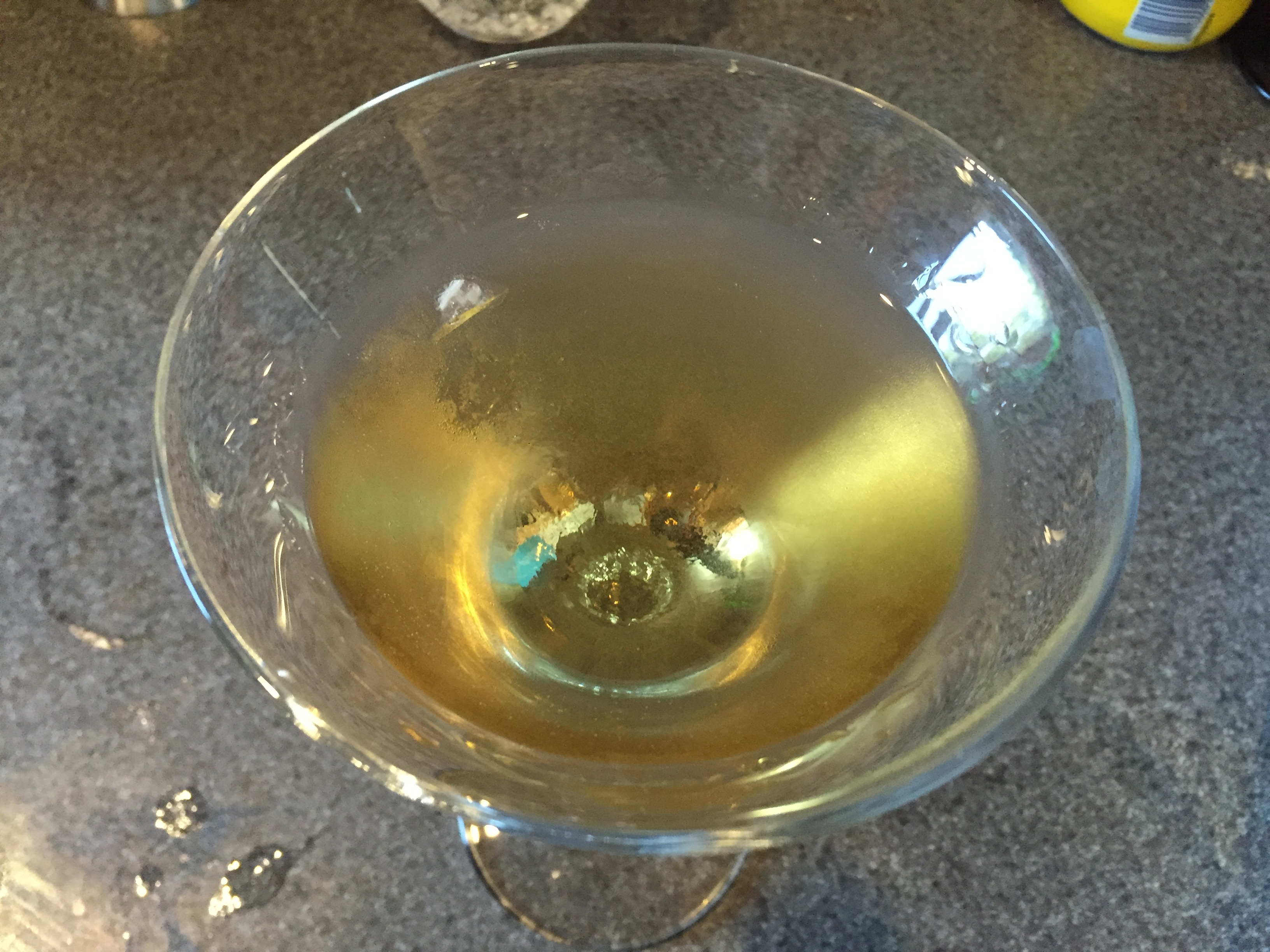

엔젤 페이스(Angel face)는 진 (술), 살구브랜디, 칼바도스를 같은 양으로 섞어 만든 칵테일이다.
이 칵테일은 1930년 해리 크래독이 편찬한 사보이 칵테일 북에 처음 등장한다.